# Запасная армия
Запа́сная а́рмия (сокр. ЗапА, аббрев. ЗА) — войсковые формирования (объединение, армия), предназначенные для подготовки стратегических резервов и пополнений; существовали в РККА в 1919—1921 годах.
Во время Гражданской войны в России (1917—1922) часть соединений и частей Красной армии была сформирована непосредственно на фронтах за счёт так называемого «самоукомплектования». Однако со временем в целях повышения эффективности подготовки резервов и пополнений было решено на базе упраформов некоторых фронтов создать Запасные армии. В другом источнике указано что Главное командование образовало запасную армию для укомплектования РККА, в виду неудовлетворения Всероглавштабом её (РККА) потребностей.

## Запасная Армия Республики
Первым подобным формированием была созданная Приказом РВСР от 7 августа 1919 года на базе Управления по формированию войск Восточного фронта Запасная Армия Республики (ЗАР). Командующим армии был назначен Б. И. Гольдберг.
Армия дислоцировалась в районах Средней Волги, Заволжья и Предуралья.
Первоначально штаб ЗАР был размещён в Симбирске, с 27 сентября 1919 года — в Казани. Аппарат управления ЗАР был организован по типу полевой армии с учётом специфики формирования резервов и пополнений. Для обучения пополнений имелись следующие запасные соединения и части:
- 7 стрелковых полков
- Артиллерийская бригада
- Кавалерийский полк
- Лыжный батальон
- Инженерный батальон
- Понтонный батальон
- Батальон связи
- Прожекторный дивизион

Резерв комсостава готовился в Высшей военной школе, на кавалерийских и технических курсах, в учебном полку, пулемётной школе, в школе гренадеров и разведчиков. Кроме того, каждая запасная часть имела свою школу командиров-специалистов. При политотделе ЗАР работала партийная школа по подготовке политкомиссаров.
ЗАР имела три центра формирования резервов: в Саратове, Алатыре и Ардатове.
Обучение переменного состава в запасных частях проводилось по двухнедельным программам. Боевая подготовка заканчивалась, как правило, тактическими учениями с боевыми стрельбами. Контроль за подготовкой и формированием резервов осуществляли РВС армии, инспекции пехоты, кавалерии и артиллерии.
ЗАР подготовила и отправила в действующую армию две стрелковые дивизии, две кавалерийские дивизии (одна из них - 10-я кавалерийская дивизия), одно управление стрелковой дивизии, 26 стрелковых бригад, 4 кавалерийские бригады, 4 стрелковых полка, 16 кавалерийских полков, 30 эскадронов, 20 артиллерийских дивизионов, 17 батарей, один авиаотряд, один понтонный полк, свыше 200 маршевых батальонов, 12 пулемётных команд, а также несколько специальных подразделений.
Приказом главкома от 9 декабря 1920 года управление ЗАР было объединено с окружным военным комиссариатом.

## Формирование Запасных армий на других фронтах
На основе опыта ЗАР и по её типу в дальнейшем были созданы аналогичные формирования на других фронтах:
- ЗА Юго-Восточного фронта (октябрь 1919 года — февраль 1920 года)
- ЗА Кавказского фронта (сентябрь — декабрь 1920 года)
- ЗА Западного фронта (август — ноябрь 1920 года)
- Украинская ЗА (сентябрь 1920 года — январь 1921 года), на территории Юго-Западного фронта[4]